# Trionymus violascens
Trionymus violascens är en insektsart som beskrevs av Cockerell 1913. Trionymus violascens ingår i släktet Trionymus och familjen ullsköldlöss. Inga underarter finns listade i Catalogue of Life.